# Koźlice (Polkowice)
Koźlice [pronunciación en polaco: /kɔˈʑlit͡sɛ/] (en alemán: Kosel) es un pueblo en el distrito administrativo de Gmina Gaworzyce, dentro del Distrito de Polkowice, Voivodato de Baja Silesia, en el suroeste de Polonia. Se encuentra aproximadamente 4 kilómetros al sudeste de Gaworzyce, 17 kilómetros al del noroeste de Polkowice, y 95 kilómetros al del noroeste de la capital regional, Breslavia.
El pueblo tiene una población aproximada de 300 habitantes.
Hasta 1945, era parte de Alemania.